# 黃金假期 海陸大進擊
《黃金假期 海陸大進擊》是中國電視公司外景綜藝節目，1989年開播及停播，製作單位知鑫傳播，製作人郭正宗，第一代主持人張菲、助理主持人檢場與張永正，第二代主持人施孝榮與紀芳玲、助理主持人檢場與張永正，第三代主持人施孝榮與馬維欣。接檔節目《黃金假期 歡樂總動員》同屬知鑫傳播製作，主持人施孝榮與馬維欣。

## 軼事
1989年6月18日，《電視周刊》報導，百是傳播革新中視綜藝節目《歡樂一百點》的步調作風趨向保守，「製作單位心中有數，但又擔心整個改頭換面不知效果如何，弄巧成拙反而不妙」。張菲覺得百是傳播表現太保守，雖然他一再要求《歡樂一百點》推陳出新，百是傳播的考量卻與他有段差距。為了想有一個完全不同風貌的節目，張菲乾脆開展別的路子，去主持《黃金假期 海陸大進擊》。
1989年9月10日，《電視周刊》報導，《黃金假期 海陸大進擊》第一季最初在八仙樂園錄影，以水上遊戲單元為主；後改在達樂花園錄影，必須配合現場設施而以野戰爆破遊戲單元為主，每集張菲與張永正像校閱部隊一般、先以服裝儀容來糗一遍隊員，日久形成老套。第一季收視率始終爬升不起來，是張菲從第二季開始退出主持群的原因。第二季將由施孝榮帶領的「正義隊」與檢場帶領的「邪惡隊」競賽，張永正與紀芳玲扮成戰地記者。
2003年7月29日，張菲說，《黃金假期 海陸大進擊》每次錄影不是搭輕航機、就是玩爆破，危險動作樣樣來，他只主持一季就請辭。